# Мейсон (Іллінойс)
Мейсон (англ. Mason) — місто (англ. town) в США, в окрузі Еффінґгем штату Іллінойс. Населення — 323 особи (2020).

## Географія
Мейсон розташований за координатами 38°57′16″ пн. ш. 88°37′37″ зх. д. / 38.95444° пн. ш. 88.62694° зх. д. (38.954328, -88.627068).  За даними Бюро перепису населення США в 2010 році місто мало площу 3,35 км², з яких 3,33 км² — суходіл та 0,01 км² — водойми.

## Демографія
Згідно з переписом 2010 року, у місті мешкало 345 осіб у 145 домогосподарствах у складі 88 родин. Густота населення становила 103 особи/км².  Було 155 помешкань (46/км²).
Расовий склад населення:
| - 96,8 % — білих - 0,6 % — корінних американців - 0,3 % — азіатів - 1,2 % — осіб інших рас |

До двох чи більше рас належало 1,2 %. Частка іспаномовних становила 1,4 % від усіх жителів.
За віковим діапазоном населення розподілялося таким чином: 24,9 % — особи молодші 18 років, 60,0 % — особи у віці 18—64 років, 15,1 % — особи у віці 65 років та старші. Медіана віку мешканця становила 39,5 року. На 100 осіб жіночої статі у місті припадало 107,8 чоловіків;  на 100 жінок у віці від 18 років та старших — 103,9 чоловіків також старших 18 років.
Середній дохід на одне домашнє господарство  становив 48 970 доларів США (медіана — 40 313), а середній дохід на одну сім'ю — 52 226 доларів (медіана — 47 000). Медіана доходів становила 36 875 доларів для чоловіків та 27 417 доларів для жінок. За межею бідності перебувало 5,8 % осіб, у тому числі 2,4 % дітей у віці до 18 років та 16,9 % осіб у віці 65 років та старших.
Цивільне працевлаштоване населення становило 220 осіб. Основні галузі зайнятості: виробництво — 29,1 %, роздрібна торгівля — 20,5 %, освіта, охорона здоров'я та соціальна допомога — 10,9 %, мистецтво, розваги та відпочинок — 10,0 %.